# Znori

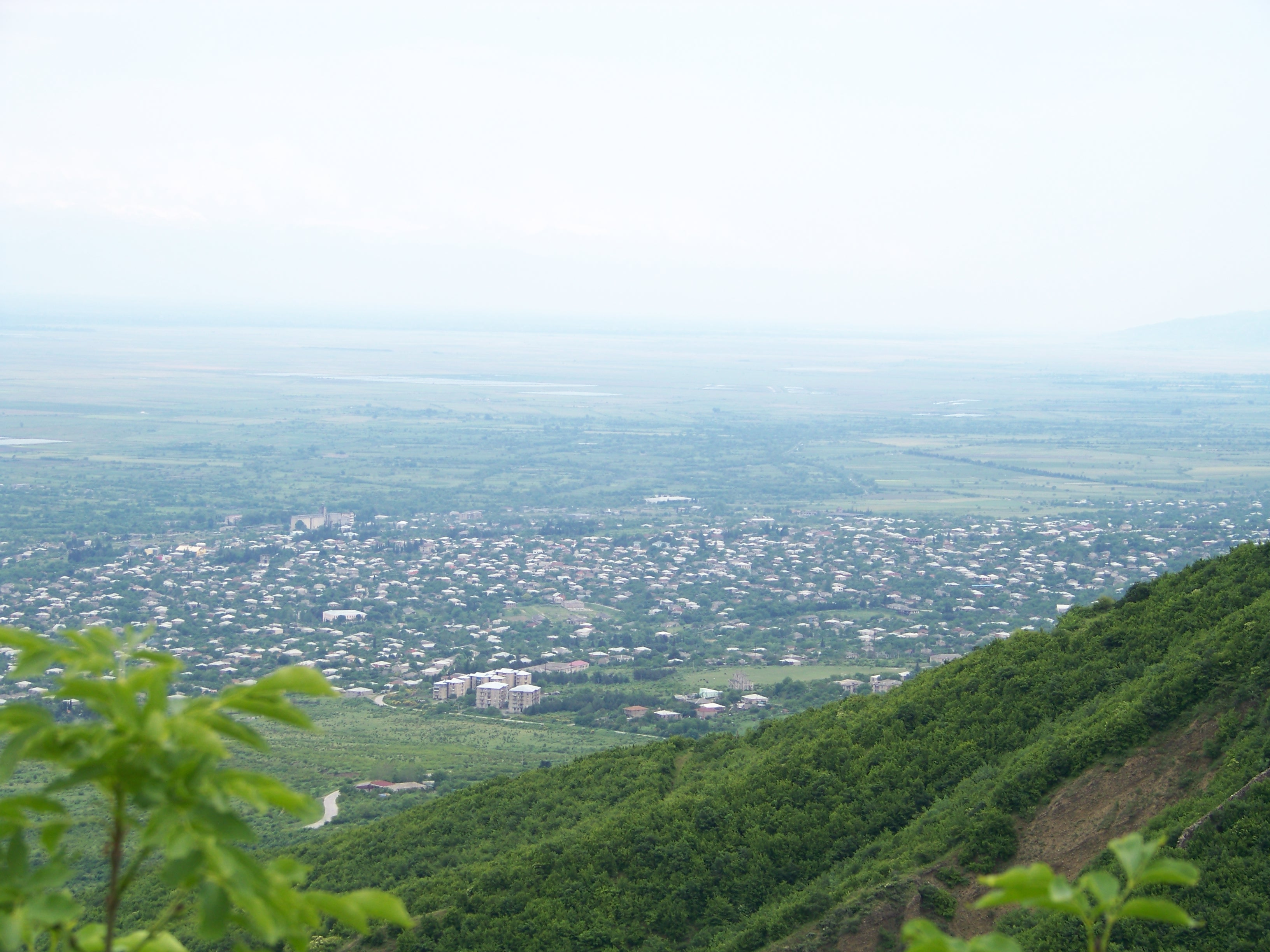
Blick auf Znori, 2010

Znori (georgisch წნორი) ist eine Kleinstadt in der Region Kachetien im Osten Georgiens.
Sie liegt im Alasani-Tal auf 360 m Höhe, vier Kilometer östlich der Stadt Sighnaghi. Znori hat nach der Volkszählung von 2014 4815 Einwohner und besitzt seit 1965 die Stadtrechte.

## Kurgane

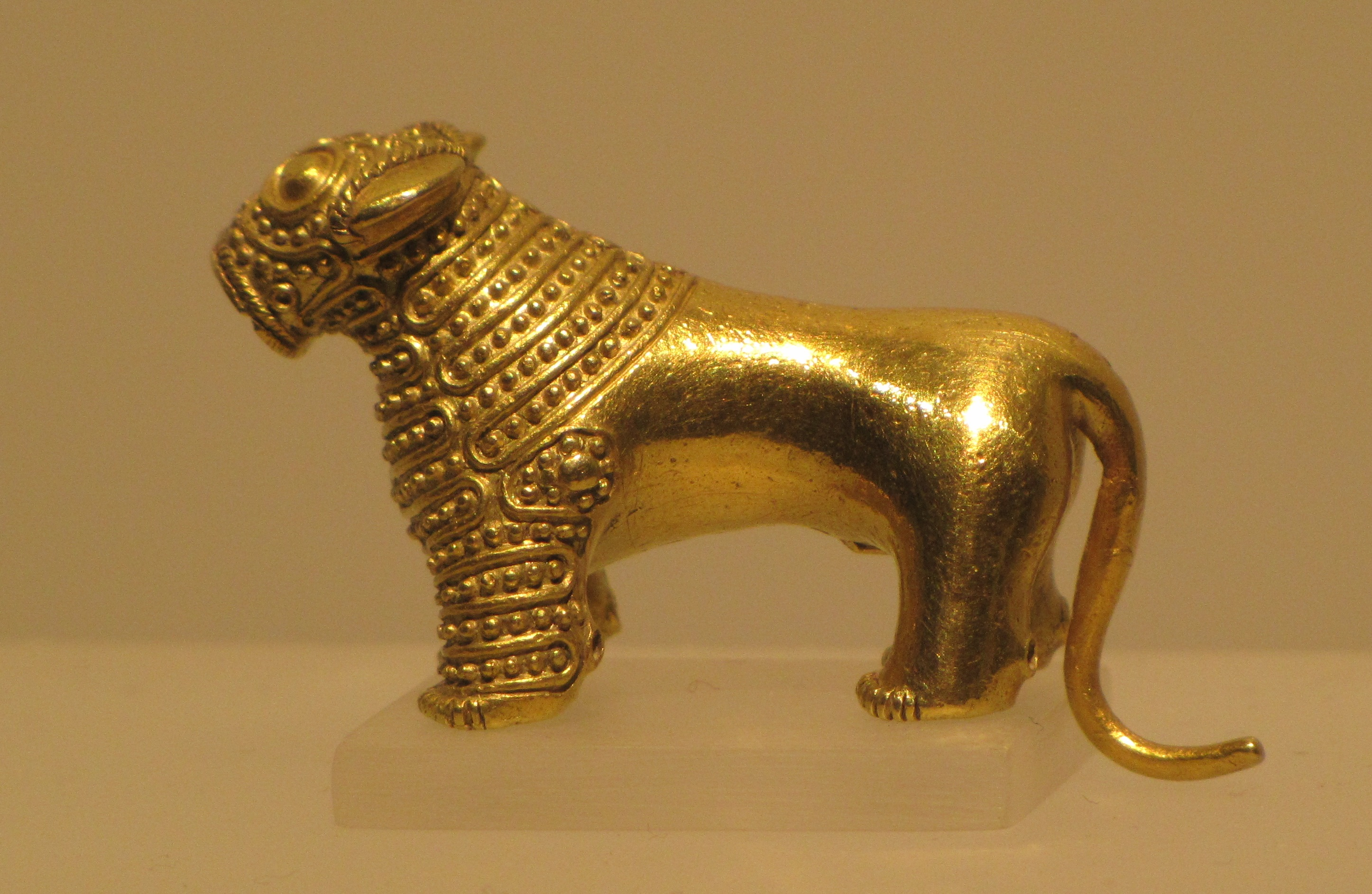
Kleine goldene Löwenskulptur aus einem der Kurgane bei Znori

Bei archäologischen Grabungen wurden nahe dem Ort zwei Grabhügel (Kurgane) aus der Trialeti-Kultur entdeckt. Ein Kurgan besitzt die außergewöhnlichen Maße von nahezu drei Hektar Grundfläche in einem Oval von 168 Metern Länge bei einer heutigen Höhe von über elf Metern. Die Aufschüttung besteht aus Erde, Lehm, Sand und Feldsteinen. Der äußere Rand bestand einst aus einer 30 Meter starken Steinschüttung, welche den Hügel vor Erosion schützen sollte. Die Grabkammer bildete eine drei Meter eingetiefte Grube, deren Fläche 166 Quadratmeter betrug. Sie war mit zwei Lagen Holzstämmen mit Lehmüberzug überdeckt. Darunter befanden sich auf einer zwei Meter hohen, von senkrechten Holzpfosten getragenen Plattform in großer Zahl Keramik, Goldgegenstände, Pfeilspitzen aus Knochen, Feuerstein und Obsidian sowie Messer und andere Gebrauchsartikel aus Bronze. Die Beigaben in der Grabkammer waren bereits im Altertum ausgeraubt worden, daher konnte die Hauptbestattung nicht eindeutig identifiziert werden. Es ließ sich feststellen, dass der Verstorbene auf einem Holzwagen hereingebracht und bestattet worden war. Die übrigen Skelette des Kurgans könnten zu einem Menschenopferritual gehört haben. Dieses fand Teilen der Forschung zufolge in einem zentralen, als Kultstätte dienenden Raum statt, um den vermutlich ein Umgang herumführte.
Die Reste eines kleineren Kurgans erheben sich sieben Kilometer nordwestlich heute noch 2,5 Meter über die Umgebung. Dessen Durchmesser beträgt 80 × 90 Meter. Er war mit Erde aufgeschüttet und am Rand von einer zehn Meter dicken Steinschicht geschützt. Die Grabkammer in der Mitte maß 10 × 10 Meter bei 2,5 Metern Tiefe. Sie war ebenfalls mit einer Konstruktion aus Holzbalken und einer Lehmpackung abgedeckt. Die Deckenbalken ruhten, den Löchern im Boden nach zu urteilen, auf neun symmetrisch angeordneten Pfosten. Den gestampften Lehmboden bedeckten Bastmatten. Hier lagen eine Frau und ein Mann in Hockerstellung auf der rechten Seite begraben. Nur beim männlichen Skelett fand sich reichlich Gold- und Silberschmuck. Auch dieser Grabraum enthielt einen Holzkarren, auf dem über 40 Tongefäße platziert waren. Das bedeutendste Fundstück ist die 5,2 Zentimeter lange Skulptur eines Löwen aus gegossenem Gold.